# Marc Walder

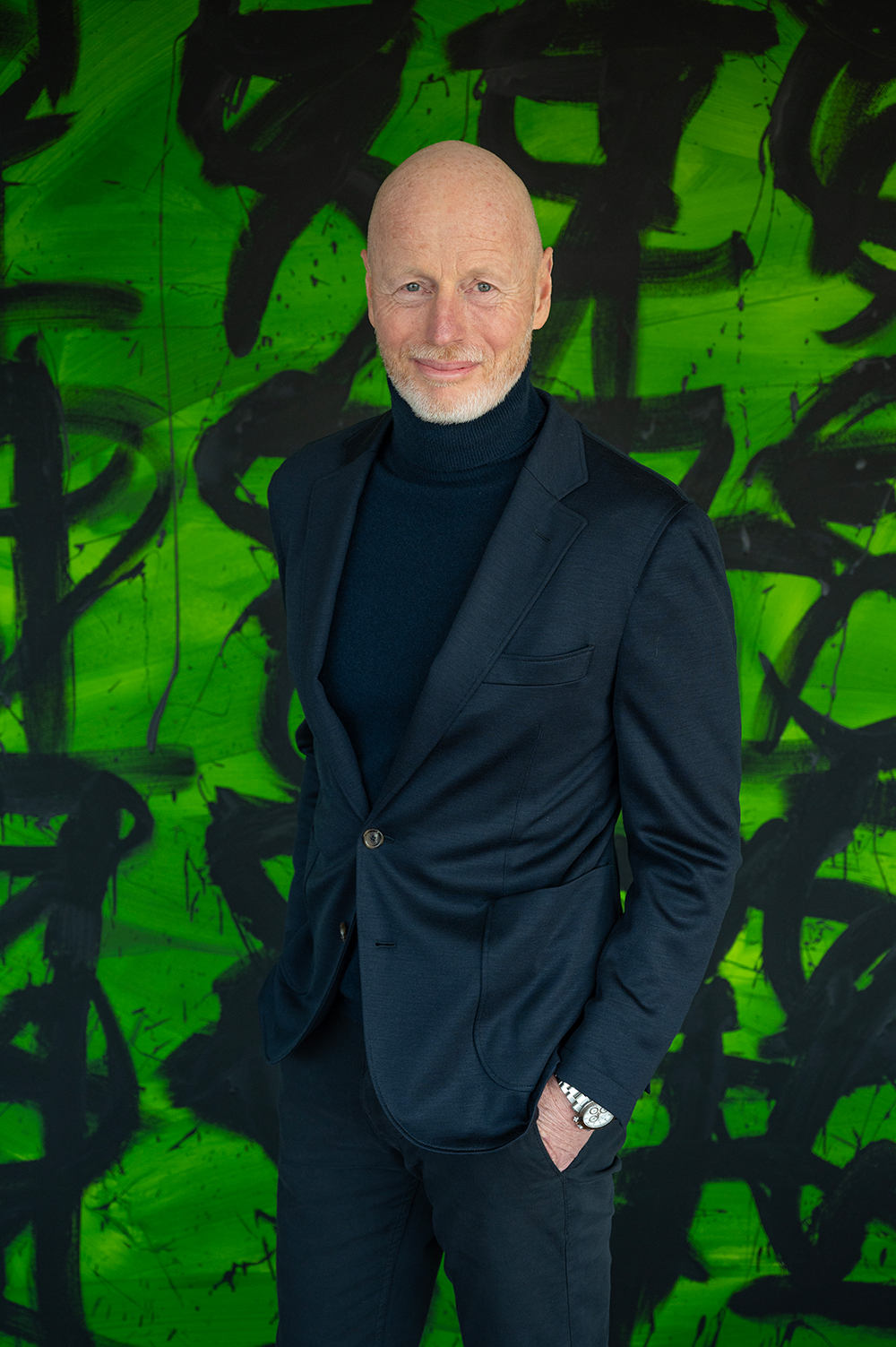
Marc Walder (2025)

Marc Walder (* 19. August 1965 in Thal SG) ist ein Schweizer Journalist, Medienmanager und ehemaliger professioneller Tennisspieler. Er ist CEO und Managing Partner der Ringier AG und Vorsitzender des Group Executive Board.

## Sportliche Laufbahn
Walder bestritt als Profi zwischen 1984 und 1991 Turniere der ATP Tour. Sein bestes Ranking in der Schweiz war Rang sieben, in der Weltrangliste Rang 170 im Doppel und Rang 575 im Einzel. 1989 war er zweifacher Schweizermeister im Doppel (In- und Outdoor).

## Laufbahn als Medienmanager
Nach acht Jahren als Tennisprofi startete Walder 1991 eine Karriere bei der Ringier AG, einem Schweizer Medienunternehmen. Von 1993 bis 1994 absolvierte er eine Ausbildung an der Ringier-Journalistenschule. Walder war von 1997 bis 1999 stellvertretender Chefredaktor der Sonntagszeitung SonntagsBlick und leitete von 1999 bis 2000 die Sportredaktion der Tageszeitung Blick und SonntagsBlick. In den Jahren 2000 bis 2006 war Walder Chefredaktor der Schweizer Illustrierten. Danach wurde er Chefredaktor des SonntagsBlick und leitete gleichzeitig den Zeitungsbereich der Ringier AG. Marc Walder übernahm per 1. September 2008 die Funktion des CEO bei Ringier Schweiz in der Konzernleitung. Als Medienmanager setzte Walder auf eine Strategie der Diversifikation: Unter seiner Führung ergänzte Ringier sein Kerngeschäft durch Investitionen in Entertainment (Events, Ticketing, Radio, Fernsehen) und transaktionsbasierte Internetgeschäfte (Online-Marktplätze, E-Commerce). Am 5. April 2012 wurde Walder zum CEO der Ringier AG ernannt und zum Vorsitzender der Konzernleitung. Bis März 2013 war er zusätzlich CEO von Ringier Publishing. Im Jahr 2016 war er mitverantwortlich für die Gründung von Admeira, einer gemeinsamen Marketingorganisation von Ringier und Swisscom, und auch für die Gründung des Joint Ventures Ringier Axel Springer Schweiz AG. Am 30. Januar 2018 wurde bekannt gegeben, dass Walder 10 Prozent der Anteile an der Gesellschaft erworben und damit geschäftsführender Gesellschafter wurde.
Anfang Januar 2022 wurde bekannt, dass Walder in seiner Eigenschaft als CEO der Ringier-Gruppe während der COVID-19-Pandemie eine weniger regierungskritische Strategie empfahl. „Wir wollen die Regierung unterstützen durch unsere mediale Berichterstattung, dass wir alle gut durch die Krise kommen“, so in einem bei YouTube veröffentlichtem Video. In einem Interview mit dem Schweizer Radio und Fernsehen (SRF) präzisierte Walder seine Aussage: «Ringier hat früh in der Pandemie beschlossen, dass man diese sehr ernst nimmt. Wir waren und sind klar für Masken, fürs Homeoffice, fürs Testen, Impfen und Boostern. Diese Haltung ist abgestützt im Verwaltungsrat, in der Geschäftsleitung und auch in der «Blick»-Gruppe. Meine Aussage ist explizit darauf gemünzt, dass man diese Massnahmen befürwortet, weil sie helfen, einigermassen durch die Krise zu kommen.» Die Zeitung Blick habe die Regierung und deren Politik im Zusammenhang mit Corona mehrfach und hart kritisiert. «Zudem verantworten die Ringier-Publikationen selber, was sie schreiben und welche Perspektive sie einnehmen. Das war immer so und so wird es auch bleiben» so Walder gegenüber dem SRF.
Während der Pandemie soll Walder mehrfach vertrauliche Informationen vom damaligen Kommunikationschef des Eidgenössischen Departements des Innern (EDI) erhalten haben. Im Januar 2023 berichtete die Schweiz am Wochenende über die sogenannten «Corona-Leaks» und veröffentlichte Auszüge aus der angeblichen Korrespondenz. In der Folge wurde dem Blick mangelnde Unabhängigkeit in der Berichterstattung während der Pandemie vorgeworfen, insbesondere bei zwei Beiträgen über die Impfstoff-Beschaffung. Christian Dorer, Chefredaktor der Blick-Gruppe, wies die Vorwürfe zurück und entgegnete, die Blick-Redaktion arbeite unabhängig und Walder sei in keiner Weise in die Recherche und Berichterstattung der beiden Beiträge involviert gewesen. Die Ringier AG betonte zudem, dass weder die Ringier AG, deren Tochtergesellschaften noch Organe oder Mitarbeitende Beschuldigte in dem Verfahren über Informationslecks im EDI während der Pandemie seien.

## digitalswitzerland
Walder initiierte 2013 das Projekt «Digital Zurich 2025». Zusammen mit Vertretern der Stadt, des Kantons und Wirtschaftsführern soll Zürich zur digitalen Hauptstadt Europas werden. 2016 wurde die Initiative auf die ganze Schweiz ausgeweitet. Gleichzeitig wurde «Digital Zurich 2025» in «digitalswitzerland» umbenannt. Am 21. November 2017 fand der erste Schweizer Digitaltag statt. Am 25. Oktober 2018 fand unter dem Motto "digital gemeinsam erleben" der zweite Digitaltag statt. Unter dem Motto "Dialog und die Auseinandersetzung mit der Digitalisierung" fand am 3. September 2019 der dritte Digitaltag statt. Walder ist Präsident des Lenkungsausschusses und Mitglied des Exekutivkomitees von digitalswitzerland. Nach dem Vorbild der Schweizer Initiative digitalswitzerland wurde im Mai 2017 Digital Serbia als gemeinnützige Nichtregierungsorganisation gegründet. Im Juni 2022 verleiht der serbische Präsident Aleksandar Vučić Marc Walder die serbische Ehrenmedaille für die Förderung der digitalen Transformation und die Ankurbelung der nationalen Wirtschaft Serbiens.

## Mandate
Walder ist Verwaltungsratsmitglied mehrerer Tochtergesellschaften des diversifizierten Medienunternehmens Ringier. Er ist Verwaltungsratspräsident der Admeira AG, welche seit Februar 2020 zu 100 % zu Ringier gehört, der Ringier Sports AG, das Joint Venture zwischen Ringier und Infront, der Sportmarketing-Unternehmen mit Sitz in Zug, Schweiz, der Ringier Africa AG, der Tageszeitung Le Temps SA und der Online-Plattform Scout24 Schweiz AG. Walder ist stellvertretender Vorsitzender der Ticketcorner AG und der Ringier Axel Springer Schweiz AG, dem Joint Venture zwischen Ringier und dem deutschen Medienunternehmen Axel Springer SE, sowie Mitglied des Vorstands der Ringier Axel Springer Media AG. Er ist Mitglied des Verwaltungsrates der JobCloud AG, der Marquard Media AG, der Sportradar Holding AG sowie Mitglied der Laureus Foundation Schweiz und des Executive Advisory Boards von World.Minds. Im Mai 2012 trat Walder in das Direktorium der Schweizerischen Management Gesellschaft ein. Im Juni 2017 nahm Walder an der konstituierenden Sitzung des Beirats für digitale Transformation des Bundesrates teil, dem er heute noch angehört.

## Privates
Marc Walder wohnt in der Nähe von Zürich, ist verheiratet und hat zwei Töchter.